# 崔意如
崔意如，是齊國正卿崔杼的後裔，為秦國大夫，封東萊侯。
崔意如的祖先崔杼因家庭糾紛，一同執政的慶封趁虛而入，導致崔氏家破人亡。崔杼兒子崔明逃到了魯國，即是崔意如的先祖。崔意如長子崔業、次子崔仲牟。後來崔業定居於清河東武城，子孫發展為清河崔氏，崔仲牟定居於博陵安平，子孫為博陵崔氏，二者都是望族。